# Helen Lindroth
Pour les articles homonymes, voir Lindroth.

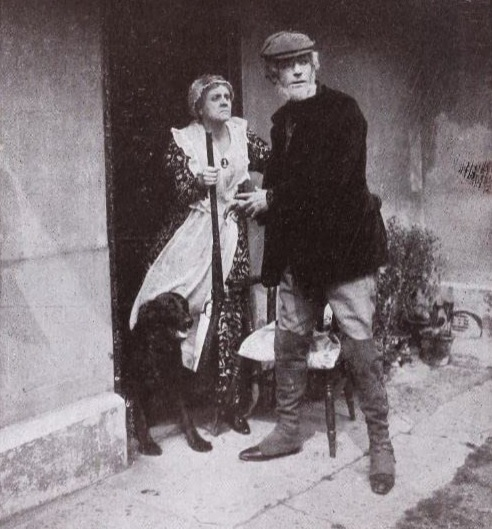
Avec J. P. McGowan, dans The Poacher's Pardon (1912)

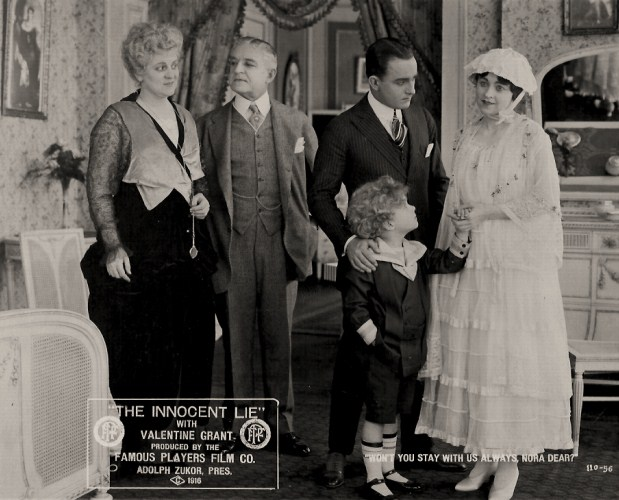
Helen Lindroth, Frank Losee, William Courtleigh Jr., Valentine Grant (de g. à d.) et un enfant, dans The Innocent Lie (1916)

Helen Lindroth, née le 3 décembre 1874 en Suède (lieu inconnu, à préciser) et morte le 5 octobre 1956 à Boston (Massachusetts), est une actrice américaine d'origine suédoise.

## Biographie
Émigrée aux États-Unis (pays dont elle obtient la citoyenneté), Helen Lindroth débute au théâtre et joue notamment à Broadway dans trois pièces autour de 1910, dont The Nest Egg d'Anne Caldwell (1910-1911, avec Frederick Burton).
Au cinéma, elle contribue à près de cent films américains (y compris de nombreux courts métrages) entre 1912 et 1926, donc exclusivement durant la période du muet, au sein de la Kalem Company et de Famous Players. Plusieurs d'entre eux sont réalisés par Sidney Olcott, dont De la crèche à la croix (1912, avec le réalisateur et Robert G. Vignola) et Les Loups de Montmartre (1924, avec Gloria Swanson et Edmund Burns).
Mentionnons également Getting Mary Married d'Allan Dwan (1919, avec Marion Davies et Norman Kerry) et Unseeing Eyes d'Edward H. Griffith (1923, avec Lionel Barrymore et Seena Owen).
Son dernier film est Music-Hall d'Herbert Brenon (1926, avec Tom Moore et Bessie Love), après lequel elle se retire définitivement de l'écran. Elle meurt en 1956, à 81 ans.

## Théâtre à Broadway (intégrale)
- 1909 : Springtime de Booth Tarkington et Harry Leon Wilson (en) : Louise
- 1910 : The Call of the Cricket d'Edward Peple
- 1910-1911 : The Nest Egg d'Anne Caldwell

## Filmographie partielle

### Réalisations deSidney Olcott
- 1912 : The Kerry Gow : Alice Doyle
- 1912 : De la crèche à la croix (From the Manger to the Cross) : Marthe
- 1912 : The Poacher's Pardon : Mme Wallace
- 1913 : The Wives of Jamestown : Anne McCarthy
- 1913 : Lady Peggy's Escape : Lady Fitzgerald
- 1916 : The Innocent Lie : Mme Winters
- 1916 : The Daughter of MacGregor : Mlle McGrim
- 1921 : The Right Way : la mère du jeune homme riche
- 1924 : Les Loups de Montmartre (The Humming Bird) : Henrietta Rutherford

### Autres réalisateurs
- 1912 : Tide of Battle de Kenean Buel : Mme John Stafford
- 1912 : Battle of Pottsburg Bridge de Kenean Buel
- 1916 : Seventeen (en) de Robert G. Vignola : Mme Baxter
- 1919 : Getting Mary Married d'Allan Dwan : Mme Winthrop
- 1923 : Unseeing Eyes d'Edward H. Griffith : Mme Arkwright
- 1923 : Java Head de George Melford
- 1924 : L'Obsession du devoir (Unguarded Women) d'Alan Crosland : Tante Louise
- 1925 : Sa Majesté s'amuse (en) (The Swan) de Dimitri Buchowetzki : Amphirosa[1]
- 1926 : Music-Hall (The Song and Dance Man) d'Herbert Brenon : Marsha Lane

## Note et référence
1. ↑  Ce rôle (rebaptisé Symphorosa) est repris par Estelle Winwood dans le remake sorti en 1956 sous le même titre original (titre français : Le Cygne) : voir lien IMDb.